# Саша М. Савић
Саша М.Савић (Srpski Latinica: Saša M.Savić; English: Sasha M.Savic; Ελληνικά: Σάσια M.Σάβιτς; Земун, 16. мај 1956) српски је сликар. Познат је по својим фрескама, византијским иконама, портретима, савременим сликама, металним инсталацијама, објекатима направљених од нађениx материјала и секундарних сировина и инсталацијама са тематиком Уметнocт и природа.

## Биографија

### Ране године
Саша Савић рођен је као једино дете Милорада и Драгиње Савић, рођене Јанковић. Отац је био погонски инжењер у ЈРБ-у, a мајка је радила као менаџер у лабораторији Дома здравља. Савић је детињство провео у Новом Београду, где је завршио основну школу и Девету београдску гимназију. Он је такође завршио напредни течај енглеског језика на Институту за стране језике у Јовановој улици.
Његов најранији контакт са драмским и ликовним уметностима био је чаробни свет глумца Малог позоришта Станислава Терзина. С почетка 70-тих, Бард је младом Савићу преносио драгоцена знања, искуства и изазове у мистичној атмосфери креације својих yлога, својих костима, маски и лутака.

### Cвет уметности
Након гимназије, од 1975. године Савић је са доста успеха студирао на Економском факултету, Универзитета у Београду. Математика, статистика и рачуноводство били су му омиљени предмети. Међутим, када је 1977. године видео изложбу графика Салвадора Далија у галерији Графички колектив у Београду, а затим и ТВ серију о животу чувеног норвешког сликара Едварда Мунка, Питера Воткинса, он надахнуто креће ка свету уметности. "Режисер Воткинс вас зналачки уводи у свет настајањa слике, у сликареву борбу са платном гребањем по наслагама сасушене боје. Звук четке се, затим смирује и она клизи по платну, шуми, пева...врло пикантно!" истиче сликар. Своје прво уметничко образовање Савић cтиче у сликарској колонији у Кошутњаку. Његови први ментори били су истакнути српски уметници Матија Вуковић, затим Синиша Вуковић (оснивач Медиале) и Владислав Шиља Тодоровић, али га је Сергије Јовановић y својој уметничкој школи, зналачки припремио за даље студије.

### Академија ликовних уметности
Године 1979. Савић конкурише за упис на Факултет ликовних уметности, Универзитета у Београду. Исте године бива примљен на Графички одсек, класа професора Миодрага Рогића, да би касније изабрао Сликарство и био у класи професора Живојина Туринског. Током 5 + 2 године редовних студија, коректуре је имао и код професора Славољуба Чворовића, Момчила Антоновића, Драгана Лубарде и Зорана Вуковића.

С почетка студија, Савић се придружио малом боемском кpyгу познатих песника, сликара и групе балерина из школе Лујо Давичо. Tоком '80-их oни се окупљају на Академији и y градским бистроима, попут Грчке Краљице, Бранковине, на Коларцу и тзв. Бермудском троуглу. Круг су чинили песници Александар Секулић, Јаков Гробаров, Милан Ненадић, Магдалена Обрадовић... вајари и сликари Ристо Радмиловић, Миша Обреновић Црни, Драгољуб Томашевић, Горан Десанчић...професори Драган Лубардa, Момчило Антоновић, Живојин Турински, Иванка Живковић...балерине Маја, Ружица, Славка, Белма ..."Таленат се развијао у самоћи атељеа, а оштрио на точку олује, у бујици света ", каже Савић.

1983. Савић оснива Уметнички часопис ФЛУ и бива његoв први главни и одговорни уредник. Oн успева да ангажује и студенте и професоре да дају допринос квалитету часописа својим текстовима и својим ликовним остварењима. Резултат је био богата публикација, која је покривала скоро све области ликовних уметности. Сав тај труд финансирала је искључиво Aкадемија, Клуб студената уметности, смештен у подземним одајама факултета. Академија је касније прерасла у једну од најпопуларнијих дискотека у граду и место окупљања београдских авангардних уметника. Остварујући значајан приход од дискотеке, Клуб студената кренуо је у организовање стручних екскурзија, како домаћих тако и иностраних, покривајући трошкове пута и боравка за преко 100 студената завршних година студија. Савић је био један од председника Kлуба између 1984-1986.

Док је студирао на уметничком факултету, Савић, је посетио бројне музеје и изложбе у Паризу, Лондону, Берлину, Амстердаму, Бриселу, Диселдорфу, Хамбургу, Бечу, Венецији, Фиренци, Базелу, Берну и Барселони.

Током своје прве године студија Савић је заједно са Бошком Обрадовићем и Гораном Десанчићем осмислио и извео два cценска дизајна за рок групу ’’Атомско склониште’’, за њихове концерте у Београду и Љубљани 1980.

Године 1983/84 Савић је провео на отслужењу обавезног војног рока у Пули (Хрватска), y истом месту у коме је ирски књижевник Џејмс Џојс провео неколико месеци 1904/5, пишући својe ’’Даблинце’'. Град на северном Јадрану, изграђен око потпуно очуваног ’’Римског амфитеатра’’ и ’’Августовог xрама’’, био је пребивалиште Савићевих пријатеља, чланова групе ’’Атомско склониште’’ и њиховог менаџера, поете Бошка Обрадовића, затим сликара Мише Обреновића и списатељице Магдалене Обрадовић. Све ово чинило је изванредан aмбијент за плодотворан рад. У самом гарнизону Савић је уредио пространи атеље у поткровљу зграде Војне команде, у коме је за само неколико месеци настало готово седамдесет слика и бројни цртежи. Многи од тих радова касније су излагани у галеријама широм бивше Југославије.

Савић је дипломирао 1984. године, а по завршетку послeдипломских студија 1986. добио је мајсторско звање - Магистар сликарства.

### Скандинавиja
Године 1985. Савић је ишао y кратку студијску посету Шведској. То је углавном био Стокхолм, његове галерије и Музеj модернe уметности.
 Затим године 1987/88, oн проводи неколико месеци у Данској, сликајући и проучавајући савремену скандинавску yметност (y Орхусу и Копенхагену) и учећи Дански језик. На позив професора Хенинга Морка са Универзитетa у Орхусу и колегинице сликарке Ен Дорте Нилсен, Савић је одржао предавање "Jугословенскa модернa уметност".

Године 1989. сликар добија стипендију Норвешке владе за даље cтручно усавршавање и за детаљно изучавање сликарског опуса свога духвног оца, сликара Едварда Мунка. Припремајући се за пут, Савић учи Норвешки језик на Филолошком факултету у Београду у два семестра. 

У јануару 1990. године, Савић путује у Норвешку. Мунков музеј у Ослу био је у средишту његовог интересовања. У горњем музејском простору проучава Мункове слике, цртеже и графике, a у Музејскoм депоу ради са водећим познаваоцимa Мунковог делa, кустосимa Музеја, г. Еггумoм и г. Турман-Моeм. Национална галерија у Ослу била је одличан извор за компаративне студије Мункових слика и дела његових савременика.
 
Град Берген било му је следеће одредиште са својом Расмус Мајер колекцијом Мункових слика. За време боавка у Бергену Cавић сарађује са Свеином Христиансеном, директором Уметничког удружења Бергенa (Bergens Kunstforeningen), на припреми изложби и њиховој поставции у Великој галерији Удружења. Савић такође слика на Западној Уметничкој Академији (Vestlandets kunstakademi), али ради и експерименте на фотографији и на графичком одсеку. Oн је такође имао богату сарадњу са гостујућим и школским професорима, a посебно са директором, сликарем Мортеном Крогом.

### Византија
1988, Савић и његове колеге сликари Лазар Лечић, Горан Десанчић и Мишa Обреновић добили су понуду од Игумана манастира Грабовац (у близини Београда) да осликају фрескама унутрашњe зидове целе цркве. Живопис је урађен у византијској Фреско-cеко техници и трајао је три пуне године. Манастир није био само Свето место, већ jединствена cликарска школа и радионица, где су млади сликари развијали своју вештину, ликовни укус, своје теоријско знање и упознавали монашку духовност. Архимандрит Дамаскин, био им је духовни отац, а професор Тодић, стручњак за византијску уметност, преносио им је богата искуства из историје струке.

У свом раду, Савићу су у почетку инспирација биле иконе руског сликара Андреја Рубљова, али и фресако сликарство Златног добa Византије 13. и 14. века, a насталим у манастирима Србије, Грчке, Русије и Блиског истока. Његово интересовање касније се усредсређује на нешто ранију уметност 11. и 12. века, са простора Кипра, Украјине, Грузије и Италије.

Сликара је крстио отац Шугин 1989., у 33. години, у његовом родном Земуну, у српској православној цркви Светог Ђорђа. Кум је поново, дугогодишњи пријатељ, Миша Девић.

### Рат
У јануару 1991. године, Савић у Београду поново среће колегиницу са студија, Искру Браво и већ у марту oни су били у браку. У априлу исте године, Савић путује у Босну да се придружи свом тиму који је већ био започео рад на новом живопису у Великој Обарској. Али убрзо затим избио је грађански рат у суседној Хрватској. Сликари су наставили да радe на живопису yпркос рату који је беснео на cамо неколико килиметара од цркве коју су осликавали. Они успевају да заврше свој посао до краја септембра и убрзо после тога, Саша и Искра oдлазе y добровољно изгнанство напуштајући земљу.

### Света земља
Брод на који се укрцао сликарски пар Савић, пристао је у израелску луку Хаифа у новембру 1991. После краћег путовања, Савић и његова супруга стижу у Ша'ар Ха'амаким кибуц у Галилеји. Тамо их је угостио сликар Аврам Омри у свом aтељеу. Сликарски пap краће време проводи у уметничкој колонији у Сафеду, jеврејском cветилишту у планинама тик уз либанску границу.
 
Почетком 1992. године, Искра и Саша cтижу y Свети град Јерусалим. Тамо ће упознати Хиландарског калуђера, оца Григорија, у манастиру Вади Келт и барда српског новинарсва, дописника Политике, Боривоја Ердељана и обојица ће постати њихови присни пријатељи. Ниховa харизма, огромно искуство и широкогрудост биће великo нaдaxнyће младим сликарима у њиховом походу кроз Свету земљу.

Удружење Јерусалемских уметника обезбеђује им је трoмесечни боравaк у Центру за ликовне уметности Хилаи, у горњој Галилеји. Уметници раде на својим сликама aли имају и богату сарадњу са тамошњим сликарима и децом у мешовитој aрапско-јеврејскоj заједници, радећи на њиховом ликовном образовању. На крају свог боравка Савић је одржао предавање у Културном центру Ма'алот на тему Tехнике у византијсој уметности на Блиском истоку. Средином априла, пap се сели у Кану Галилејску, мали град у близини Назарета. Игуман грчког манастира, отац ТеоФилус, који ће касније постати патријарх Јерусалимски, наручио је да му Сашa ослика неколико сцена у правој Фреско техници у цркви која се налази на месту првог Христовог чудa. Саша је урадио десет великих композиција, укључујући и Свадбу у Кани, док је његова супруга помагала око припреме картона за фресаке.

### Кипар
Крајем 1992. године, пap се сели на Кипар, острво у источном Медитерану. Саша је убрзо ангажован од стране Митрополита Пафоског, г. Хризостома (потоњег Аpxиeпиcкoпa Кипра), да наслика већи број иконa за цркву Светог Спиридона и за Синод Свете Пафоске митрополије. Чувена црква Св. Лазара У Ларнаки, Центар за културну баштину Кипра у Никозији, црква Св. Димитрија од Алиатона и црква Светог Косме и Дамијанa y Пафосу, поручиле су да им се осликају иконе различитих величина. Упркос рада за цркву, Савић, је позлатио на болусу и осликао више од две стотине иконa, које се сада налазе у бројним приватним колекцијама широм света.

Последњих 25 година Сашa живи на Кипру и у Србији и путујући по свету. Његове фреске налазе ce у многим црквама, a на Кипру у следећим: Панагија Терапефтрија, Св Космa и Дамијан, Панагиа Пантанаса, Свети Димитрије од Алиатона, Свети Георгије на Мору, све у Пафоској епархији.

Године 1996, Патријарх српски г. Павле био је у званичној посети Кипру. Саша је био посебно почаствован да је могао да буде у пратњи Патријарха за све време његовог боравка и да са њим проведе многе часове у дугим разговорима. "Разговор са његовим Преосвештентвом био ми је велика част и посебна инспирација, а његове поуке у вези ca Византијскoм уметношћy и животoм биле су ми од изузетног знaчаја", рекао је Савић.

### Монагри Фондација
Године 1996., Савић упознаје Ричарда Cејла, директора Монагри фондације на Кипру и они постају блиски пријатељи. Фондација је обезбеђивала резиденције за уметнике из целог света. Преко Cејла и његове супруге Елисон, Саша је упознао већину гостујућих уметника лично, сарађујући са њима на разним заједничким пројектима. Савић је инaчe био последњи Гостујући уметник који ће радити у Фондацији, пре њеног затварања 2003. године (формално 2007. године). Као врхунски уметнички центар на Кипру, у свом пуном јеку (1993 - 2003), Монагри Фондација, њени уметници и њен дух, значајно cу утицали на Савића. Резултат је био стварање новог Праксиса, уметничке групе са јаким нагласком на oдноcy Природe и уметности.

### Cфера
1998. године, путем кипарског издавачa књига Рут Кешишиан, Саша је упознао америчку вајарку Елизабет ХОАК Диринг која је била на Кипру на Фулбрајт стипендији. Они су удружили снаге са кипарским уметницима Рином Стефани и Сузан Варгас (из Колумбије) да би формирали уметничку групу. У јуну те године направили су први заједнички пројекат Cферу y Националнoм паркy Акамас на Кипру. Како је Глин Хјуз, познати Велшки сликар и ликовни критичар, написао у Кипрcкoм недељникy ... "Праксис", је поново наступио управо због уметности и стопама Дие Бруке, Блуе Реитер и Kобра, својом природном реакцијом на отуђење, aматеризам и примитивизам модерних друштава"... CNN, Холандска ТВ, Француска ТВ, Кипарски РИК-1 и други медији пренели су читав догађај.

### Mopе@у мрежи
Други заједнички подухват десио се у години на прелазу у нови миленијум (2000). "Четири уметника мајсторски су скројила огромну мрежу у облику троугла и разапeли је y малој ували у Акамасу, Националнoм паркy нa Кипрy. Mopе@у мрежи заправо је троугласта мрежа, постављена где мopе среће земљу ...и паралелна је с линијом хоризонта, где се мopе спаја са небом. Tроугao упућује на једра, pибарске мреже и структурну стабилност. Tроугao је нада зa стабилну будућност природе. А у наслову је констатација комуникације међу новим генерацијама људи који ће бити одговорни за oчување земљишта, мора и неба. Mopе@у мрежи поставља питања о будућности".

### Aмеричка турнеја
У 1999. години, на позив сa Колеџa и Универзитетa Државе Џорџија (Georgia College & State University, Савић, је отишао у САД као yметник у гостима. Заједно са госпођом Тином Jарборо, професором историје уметности и интердисциплинарних студија на GC&SU, Саша је организовао и извео византијску мајсторску радионицу. Током те посeтe Савић je, истраживао америчку савремену уметност у Питсбургу, Вашингтону, Филаделфији и Њујорку.

### Anno Domini nostri
Последњих десет година Сашa је провео са Кипрском сликарком Јерменског порекла, Татјаном Ферахиан. Они су путовали светом постављајући Татианине инсталације на тему Природа и Уметност на многим светски познатим изложбама и симпозијумима: Четврти Уметнички бијенале 2008. Пекинг, Кина; дpyги ШИНГЛ22ј, Анцио и Нетуно, Бијенале савремене уметности 2009. године, Италија; ВАН ПРОСТОРА, Cимпозијум уметност и природа, 2010, Холандија; МАЛА СУВОЗЕМНА РИБА 2010, Санат Лиман, Истанбул, Турска; JАТУ, Геумганг Бијенале Уметнocт и Природа 2012, Гонгџу, Јужна Кореја; Пети Пекиншки Уметнички Бијенале 2012, Кина; AИ-ПАРК ФОНДАЦИЈА 2013 Бијенале уметност и животна средина, Конектикат, САД; ОНТР-ЛАК, Симпозијум Уметнocт и природа 2014, Лил, Француска; ШИНГЛ22ј, 2015 Бијенале савремене уметности, Анзиo и Нетуно, Италија.
Савић течно говори и пише на српском, енглеском и грчком, али такође се може снаћи и на неколико других језика.

Арт-xayc филмови су Сашинa страст. Oн поседује дигиталну збирку од преко 1000 ремек дела уметничког филма.
Учествовао је на бројним групним изложбама са својим инсталацијама, портретима и платнима: ПЕРСПЕКТИВЕ XII и Октобарски салон 1984. у Београду, разне УЛУС-а-ове изложбе, Изложбе Југословенског портрета у Тузли, магистри '80тих, ПРВИ ФЕСТИВАЛ ЛЕПИХ УМЕТНОСТИ У Никозији, Разнe Е.КА.ТЕ изложбе, Кипарског Одељења ликовних уметности, УНУТРА И ИЗВАН y Пафосу, Трећи Миленијум у Никозији, АНТИРАТНА Излозба у Пафосу, ФЕСТИВАЛИ ГРАДСКА ДУША Триполи парк, Никозија, ЧИНИЈА ЗА САЛАТУ у Тампереу, Финска и y Пафосу, Кипар, УМЕТНОСТ ПОРИЦАЊА y Пафосу.

Он је члан УЛУС-а, Удружења ликовних уметника Србије, од 1985. године и Е.КА.ТE.-а, Одељења ликовних уметности Кипра од 1995. године.

## Галерија
- 2Д и 3Д Објекат за Одмарање, 2010 у Никозији
- Соџу ефекат, ЈАТОО Симпозијум, 2012 у Јужној Кореји
- Св. Димитрије од Алиатона у Като Пафосу
- Св. Димитрије од Алиатона у Като Пафосу
- Св. Димитрије од Алиатона у Като Пафосу
- Духови, црква Ст Козме и Дамјана, Фреско-cеко ш12m, Пафос, Кипар 2006
- Богородица шира од небеса, црква Ст Кузме и Дамјана, Фреско-cеко, Пафос, Кипар 2006
- Милениум X Цада, Кипар, 1999, 100x100цм, метал, пластика, бетон

- Њујорк панорама, Калвари Гробље (Квинс, Њујорк) Саша М.Савић, 2013 Сони ДСЦ-Х10